# Club Atlético Cultural y Biblioteca Popular Recreativo
El Club Atlético Cultural y Biblioteca Popular Recreativo, conocido como Recreativo de Laborde o simplemente Recreativo, es una entidad deportiva argentina, cuya actividad principal es el fútbol masculino. Fundado el 30 de agosto de 1917 en la localidad de Laborde, provincia de Córdoba. 
Forma parte de la Liga Regional de Fútbol Adrián Beccar Varela, a través de la que está indirectamente afiliado a la AFA. Allí fue campeón en cinco oportunidades.
Los colores que lo identifican son el rojo y negro. 
Su estadio se encuentra ubicado al sur de la localidad y cuenta con una capacidad para 1100 espectadores.
Junto con Olimpo protagoniza el clásico de Laborde.

## Historia
Miguel y Mauro Foglino, Felipe Migliore, Román Guevara, Diego Vilches, Domingo Felizia, Bonifacio Guevara y Domingo Marioni, entre otros, fundaron el 30 de agosto de 1917 el Recreativo Fútbol Club.-
El Señor Pedro Guevara, fue su primer presidente quién comandaba las reuniones que se realizaban en la casa de Carlos Victorio Pascuale Ricaldone, donde se acordaría que los predios del Ferrocarril, sería el lugar donde comenzaría a practicar el fútbol.
La manzana número 23 de Laborde, actual plaza San Martín, sería por un tiempo su cancha para más tarde montar su estadio entre las calles Rivadavia, Avellaneda y Castro Barro. Las nuevas exigencias llevaron a la Institución a adquirir el Terreno donde hoy se encuentra el Polideportivo del Club en la Ruta 11.
A lo largo de la historia, pasó por tres nombres: el primero que fue el nombre de la fundación es Recreativo Football Club; a mediados de los años setenta se inaugura la Biblioteca “José Ingenieros” y pasó a llamarse Club Cultural y Recreativo de Laborde; y en el 2003, la Biblioteca adhiere a Conabip y la Institución pasa a llamarse Club Cultural y Biblioteca Popular Recreativo.
En la Liga Regional de Fútbol Adrián Beccar Varela atesora 5 títulos tras las consagraciones de 1939, 1941, 1942, 1949 y 1983.

## Instalaciones
Sede Social: la sede de Recreativo se encuentra ubicada en la esquina de Las Heras y San Martín. A su lado está el departamento de ayuda económica, seguros y turismo.
Ruta Provincial N° 11: predio con pileta de natación y parque recreativo de verano con bufet. Cancha de Primera División; cancha del Fútbol Infantil; cancha de Paddle; cancha de Fútbol 5 y cancha de Tenis. También tenemos el Salón de Fiestas en el centro de Laborde que es uno de los mejores salones de la zona; allí también tenemos las canchas de Bochas y una Pileta Climatizada. Y desde hace tres años inauguramos la Sede Social y la Secretaría también en el centro de la localidad. 
En calle San Martín: salón de Fiestas; canchas de Bochas y una Pileta Climatizada.

## Rivalidades
Su clásico rival es el Club Olimpo, con el cual disputa el clásico de Laborde.

- El primer partido se disputó el 17 de julio de 1919, y en el mismo, Olimpo se impuso por 1 a 0 ante Recreativo.

- Entre el 17/07/1919 al año 1937, corresponden a partidos amistosos.

- El primer partido oficial fue el año 1938, por la Liga Regional de Fútbol Adrián Beccar Varela, Olimpo venció 1 a 0 a Recreativo.

- Se enfrentaron en una final. En la Liga Regional de Fútbol Adrián Beccar Varela en el año 1994. El partido de ida en cancha de Recreativo con un empate 1 a 1 y el partido de vuelta Olimpo gana en su cancha por 1 a 0.

- En los llamados mano a mano, Recreativo ganó en 2 ocasiones, Olimpo 1 vez.

- La mayor goleada en la historia del clásico la consiguió Olimpo, el 10 de septiembre de 1978, cuando goleó por 6 a 0 a Recreativo.

Olimpo domina el historial, y supera a Recreativo por 44 partidos.
Actualizado al 8 de junio de 2025.
| Rival                             | PJ  | PG | PE | PP | GF  | GC  | DIF |
| --------------------------------- | --- | -- | -- | -- | --- | --- | --- |
| Atlético Olimpo Asociación Mutual | 180 | 33 | 69 | 78 | 175 | 202 | -45 |

| PJ: partidos jugados | PG: partidos ganados | PP: partidos perdidos | PE: partidos empatados | GF: goles a favor | GC: goles en contra | DIF: diferencia de partidos a favor |

## Palmarés
| Torneos Regionales                                 | Torneos Regionales             | Torneos Regionales                                              |
| Competición                                        | Títulos                        | Subcampeonatos                                                  |
| -------------------------------------------------- | ------------------------------ | --------------------------------------------------------------- |
| Liga Regional de Fútbol Adrián Beccar Varela (5/9) | 1939, 1941, 1942, 1949 y 1983. | 1962, 1965, 1981, 1984, 1991, 1994, 1995, 1996 y Clausura 2009. |